# Nagrada Saci
Nagrada Saci (portugalsko Prêmio Saci) je najprestižnejša brazilska kinematografska in gledališka nagrada. Podeljujejo jo od leta 1951. Nagrada je poimenovana po kipcu Saciju, ki je znana osebnost brazilske folklore. Nagrado je izklesal kipar Victor Brecheret.
Dosedanji nagrajenci so bili, med drugimi:
- Inezita Barroso (1953 and 1955)
- Tônia Carrero
- Walmor Chagas (1956)
- Cyro Del Nero[1]
- Jorge Dória[2]
- Odete Lara (1957)
- Eliane Lage (1953) for her performance in Sinhá Moça
- Nydia Licia[3]
- Osvaldo Moles
- Rachel de Queiroz (1954)
- Mário Sérgio (1953)
- Ruth de Souza
- Eva Wilma[4]